# Premier League Malti 2021-2022
La Premier League maltese 2021-2022 è stata la 107ª edizione della massima divisione del campionato maltese di calcio. La stagione regolare è iniziata il 12 agosto 2021 e termiata il 7 maggio 2022. L'Hibernians ha conquistato il titolo  per la tredicesima volta nella sua storia.

## Stagione

### Novità
A causa della decisione presa dal direttivo della Malta Football Association di sospendere tutte le competizioni calcistiche nazionali della stagione precedente, come misura di contrasto alla diffusione della pandemia di COVID-19 del 2020 a Malta, le promozioni dalla Challenge League alla massima serie sono state annullate. Le retrocessioni in seconda serie di Żejtun Corinthians, Tarxien Rainbows, Lija Athletic e Senglea Athletic sono invece state dichiarate valide.
La stagione 2021-2022 si presenta così con 12 squadre partecipanti, nessuna delle quali neopromossa.

### Formula
Considerato l'esito anticipato non previsto dell'edizione 2020-21, la Malta Football Association ha modificato il formato del torneo rispetto all'annata precedente: per la stagione in corso è previsto un primo girone di andata e ritorno per un totale di 22 giornate. Al termine della regular season, le squadre vengono separate in due tornei distinti, con le prime sei ammesse alla disputa della poule scudetto e le ultime sei ad un torneo parallelo per evitare la retrocessione, riservata alle ultime due classificate.
Il formato, già adottato in passato (l'ultima volta nella stagione 2013-14) è da considerarsi eccezionale, e dalla stagione 2022-23 si prevede un ritorno al singolo girone all'italiana, disputato da 14 squadre.
Per quanto riguarda le coppe europee il campionato maltese, classificato come il 46° più competitivo d'Europa secondo il ranking ufficiale UEFA al 2020,  otterrà il diritto a far partecipare:
- la squadra vincitrice del campionato al Primo turno di qualificazione della UEFA Champions League 2022-2023;
- la seconda e la terza squadra al Primo turno di qualificazione della UEFA Europa Conference League 2022-2023;
- la vincitrice della coppa al Primo turno di qualificazione della UEFA Europa Conference League 2022-2023.

Se la vincitrice della coppa nazionale si sarà già qualificata per una coppa europea in virtù della sua posizione in campionato, sarà la quarta classificata in campionato ad avere un posto in Europa Conference League.

## Squadre partecipanti
| Club             | Città             | Stadio                        | Stagione precedente |
| ---------------- | ----------------- | ----------------------------- | ------------------- |
| Balzan           | Balzan            | Stadio Victor Tedesco         | 10º posto           |
| Birkirkara       | Birkirkara        | Stadio di Ta'Qali             | 4º posto            |
| Floriana         | Floriana          | Independence Arena            | 12º posto           |
| Gudja United     | Gudja             | Stadio di Ta'Qali             | 11º posto           |
| Gzira United     | Gżira             | Stadio Victor Tedesco         | 3º posto            |
| Hamrun Spartans  | Ħamrun            | Stadio Victor Tedesco         | Campione in carica  |
| Hibernians       | Paola             | Tony Bezzina Stadium          | 2º posto            |
| Mosta            | Musta             | Stadio Charles Abela Memorial | 6º posto            |
| Sirens           | Baia di San Paolo | Sirens Stadium                | 9º posto            |
| Sliema Wanderers | Sliema            | Tigne Sports Complex          | 5º posto            |
| St. Lucia        | Santa Lucia       | Stadio Santa Luċija           | 8º posto            |
| Valletta         | La Valletta       | MFA Centenary Stadium         | 7º posto            |

## Prima fase

### Classifica finale
|  | Pos. | Squadra          | Pt | G  | V  | N  | P  | GF | GS | DR  |
|  | ---- | ---------------- | -- | -- | -- | -- | -- | -- | -- | --- |
|  | 1.   | Hibernians       | 47 | 22 | 13 | 8  | 1  | 39 | 18 | +21 |
|  | 2.   | Floriana         | 45 | 22 | 13 | 6  | 3  | 36 | 19 | +17 |
|  | 3.   | Birkirkara       | 36 | 22 | 9  | 9  | 4  | 30 | 22 | +8  |
|  | 4.   | Ħamrun Spartans  | 35 | 22 | 10 | 5  | 7  | 28 | 22 | +6  |
|  | 5.   | Gżira Utd        | 33 | 22 | 9  | 6  | 7  | 39 | 33 | +6  |
|  | 6.   | Gudja Utd        | 29 | 22 | 9  | 2  | 11 | 26 | 25 | +1  |
|  | 7.   | Sirens           | 27 | 22 | 7  | 6  | 9  | 28 | 38 | -10 |
|  | 8.   | Valletta         | 26 | 22 | 7  | 5  | 10 | 28 | 34 | -6  |
|  | 9.   | Mosta            | 25 | 22 | 6  | 7  | 9  | 32 | 41 | -9  |
|  | 10.  | Balzan           | 23 | 22 | 7  | 2  | 13 | 30 | 33 | -3  |
|  | 11.  | St. Lucia        | 22 | 22 | 4  | 10 | 8  | 28 | 38 | -10 |
|  | 12.  | Sliema Wanderers | 12 | 22 | 2  | 6  | 14 | 12 | 33 | -21 |

Legenda:
      Ammesse alla Poule scudetto
      Ammesse alla Poule retrocessione
Regolamento:
Tre punti a vittoria, uno a pareggio, zero a sconfitta.

### Risultati

#### Tabellone
|                  | Bal  | Bir  | Flo  | Gud  | Gżi  | Ħam  | Hib  | Mos  | Sir  | Sli  | SLu  | Val  |
| ---------------- | ---- | ---- | ---- | ---- | ---- | ---- | ---- | ---- | ---- | ---- | ---- | ---- |
| Balzan           | –––– | 1-2  | 1-2  | 1-0  | 1-3  | 2-2  | 1-2  | 2-3  | 2-1  | 1-0  | 0-1  | 2-1  |
| Birkirkara       | 3-2  | –––– | 1-1  | 2-0  | 1-0  | 2-1  | 1-1  | 2-2  | 1-1  | 2-0  | 2-3  | 1-1  |
| Floriana         | 2-1  | 1-0  | –––– | 2-0  | 2-1  | 1-2  | 1-4  | 2-0  | 1-2  | 2-0  | 2-2  | 3-0  |
| Gudja United     | 1-0  | 0-1  | 0-1  | –––– | 1-2  | 1-3  | 1-2  | 1-0  | 0-1  | 1-0  | 2-2  | 2-0  |
| Gżira United     | 1-2  | 1-1  | 1-2  | 3-2  | –––– | 4-1  | 1-3  | 3-4  | 2-1  | 1-1  | 2-2  | 1-1  |
| Ħamrun Spartans  | 0-1  | 0-0  | 2-2  | 0-1  | 0-1  | –––– | 0-0  | 2-1  | 1-0  | 3-1  | 3-0  | 1-2  |
| Hibernians       | 1-0  | 2-3  | 0-0  | 2-1  | 3-1  | 1-0  | –––– | 3-2  | 1-1  | 1-0  | 1-1  | 1-1  |
| Mosta            | 2-1  | 0-3  | 1-1  | 0-3  | 2-2  | 1-2  | 1-1  | –––– | 2-3  | 1-0  | 1-0  | 2-2  |
| Sirens           | 1-6  | 3-2  | 0-3  | 0-0  | 1-3  | 1-1  | 1-3  | 1-1  | –––– | 2-2  | 2-1  | 2-1  |
| Sliema Wanderers | 1-0  | 0-0  | 0-0  | 2-3  | 1-3  | 0-2  | 0-3  | 2-3  | 1-0  | –––– | 1-1  | 2-1  |
| St. Lucia        | 3-3  | 2-0  | 1-3  | 0-3  | 1-1  | 0-1  | 0-0  | 2-2  | 1-3  | 0-0  | –––– | 2-1  |
| Valletta         | 1-0  | 0-0  | 0-2  | 1-3  | 0-2  | 0-1  | 1-4  | 3-1  | 3-1  | 1-0  | 5-3  | –––– |

## Seconda fase

### Poule scudetto
I punti conquistati nella prima fase vengono mantenuti

#### Classifica finale
|                  | Pos. | Squadra         | Pt | G  | V  | N  | P  | GF | GS | DR  |
| ---------------- | ---- | --------------- | -- | -- | -- | -- | -- | -- | -- | --- |
| Malta (bandiera) | 1.   | Hibernians      | 54 | 27 | 15 | 9  | 3  | 46 | 23 | +23 |
|                  | 2.   | Floriana        | 51 | 27 | 14 | 9  | 4  | 38 | 21 | +17 |
|                  | 3.   | Ħamrun Spartans | 45 | 27 | 13 | 6  | 8  | 33 | 23 | +10 |
|                  | 4.   | Gżira Utd       | 43 | 27 | 12 | 7  | 8  | 46 | 38 | +8  |
|                  | 5.   | Birkirkara      | 41 | 27 | 10 | 11 | 16 | 35 | 27 | +8  |
|                  | 6.   | Gudja Utd       | 32 | 27 | 10 | 2  | 15 | 29 | 35 | -6  |

Legenda:

      Campione di Malta e ammessa alla UEFA Champions League 2022-2023

      Ammessa alla UEFA Europa Conference League 2022-2023

#### Risultati
|                 | Bir  | Flo  | Gud  | Gżi  | Ħam  | Hib  |
| --------------- | ---- | ---- | ---- | ---- | ---- | ---- |
| Birkirkara      | –––– | 0-0  | 3-0  |      | 0-1  |      |
| Floriana        |      | –––– |      | 0-1  | 0-0  |      |
| Gudja United    |      | 1-2  | –––– |      | 1-0  | 0-2  |
| Gżira United    | 1-1  |      | 3-1  | –––– |      | 2-1  |
| Ħamrun Spartans |      |      |      | 2-0  | –––– | 2-1  |
| Hibernians      | 3-1  | 0-0  |      |      |      | –––– |

### Poule retrocessione
I punti conquistati nella prima fase vengono mantenuti

### Classifica finale
|  | Pos. | Squadra          | Pt | G  | V  | N  | P  | GF | GS | DR  |
|  | ---- | ---------------- | -- | -- | -- | -- | -- | -- | -- | --- |
|  | 7.   | Valletta         | 36 | 27 | 10 | 6  | 11 | 39 | 40 | -1  |
|  | 8.   | Sirens           | 34 | 27 | 9  | 7  | 11 | 40 | 48 | -8  |
|  | 9.   | Mosta            | 32 | 27 | 8  | 8  | 11 | 41 | 50 | -9  |
|  | 10.  | Balzan           | 30 | 27 | 9  | 3  | 15 | 37 | 42 | -5  |
|  | 11.  | St. Lucia        | 27 | 27 | 5  | 12 | 10 | 36 | 45 | -9  |
|  | 12.  | Sliema Wanderers | 18 | 27 | 4  | 6  | 17 | 16 | 43 | -27 |

Legenda:

      Retrocessa in First Division 2022-2023

#### Risultati
|                  | Bal  | Mos  | Sir  | Sli  | SLu  | Val  |
| ---------------- | ---- | ---- | ---- | ---- | ---- | ---- |
| Balzan           | –––– |      |      |      | 0-3  | 1-1  |
| Mosta            | 3-2  | –––– | 2-3  |      | 1-1  |      |
| Sirens           | 2-3  |      | ---- |      |      | 0-3  |
| Sliema Wanderers | 0-1  | 1-0  | 0-5  | –––– |      |      |
| St. Lucia        |      |      | 2-2  | 1-2  | –––– |      |
| Valletta         |      | 2-3  |      | 3-1  | 2-1  | –––– |

## Statistiche

### Individuali

#### Classifica marcatori
| Gol |  |  | Giocatore         | Squadra      |
| --- |  |  | ----------------- | ------------ |
| 17  |  |  | Maxuell           | Gżira United |
| 14  |  |  | Jurgen Degabriele | Hibernians   |
| 12  |  |  | Mario Fontanella  | Valletta     |
| 11  |  |  | Luke Montebello   | Birkirkara   |
| 11  |  |  | Sunday Akinbule   | Mosta        |
| 11  |  |  | Jefferson         | Gzira U.td   |
| 9   |  |  | Jake Grech        | Hibernians   |
| 9   |  |  | Kemar Reid        | Floriana     |
| 9   |  |  | Vitor             | Sirens       |
| 8   |  |  | Vito Plut         | St. Lucia    |
| 8   |  |  | Bogdan Gavrila    | Sirens       |